# Antònia Menor
Antònia Menor o Antònia la jove era la filla petita de Marc Antoni i Octàvia. Va néixer l'any 36 aC a Atenes, però tot seguit va ser portada a Roma per la seva mare. El 32 aC el seu pare va repudiar Octàvia.
L'any 16 aC es va casar amb el general i cònsol Claudi Drus Neró, fillastre d'August i fill de Lívia Drusil·la, i germà de Tiberi (emperador). Va tenir diversos fills dels que només tres van sobreviure a la infància:
- Claudi Drus Neró Germànic (mort l'any 19), pare entre d'altres de Cal·lígula i d'Agripina Menor.
- Clàudia Livil·la (morta l'any 31).
- Claudi (Claudi I) emperador durant els anys 41-54.

El seu marit va morir el 9 aC a Germània a causa de la infecció en una ferida provocada per una caiguda de cavall. Encara que August li va demanar que es tornés a casar, no ho va fer. Durant la seva viudetat va fer amistat amb una altra vídua anomenada Berenice emparentada amb la reialesa jueva que s'havia instal·lat a Roma.
Tiberi li va prohibir anar al funeral del seu fill Germànic. A la mort de Lívia Drusil·la, el juny de l'any 29, es va poder fer càrrec dels seus nets: Cal·lígula, Agripina Menor, Júlia Drusil·la i Júlia Livil·la.
Després de la malaltia de Cal·lígula, amenaçada per aquest, es va prendre un verí vers l'any 38 i va morir. Cal·lígula li havia ofert abans el títol d'Augusta que havia refusat, però finalment li va ser concedit per Claudi el 41.